# Matrimonio igualitario en Serbia
El matrimonio igualitario en Serbia no está legalizado, así como tampoco tiene ninguna forma de reconocimiento legal disponible para parejas del mismo sexo. En cuanto al matrimonio, este fue prohibido constitucionalmente en 2006 cuando una nueva constitución definió explícitamente el matrimonio como la unión entre un hombre y una mujer.

## Historia
En enero de 2011, el Ministerio de Relaciones Exteriores autorizó a la embajada británica en Belgrado a realizar una ceremonia de unión civil británica entre dos ciudadanos británicos o un ciudadano británico y un ciudadano no serbio. La embajada de Francia en Belgrado también ofrece pactos de solidaridad civil a los ciudadanos franceses y sus compañeros extranjeros.
En noviembre de 2015, el expresidente Boris Tadić expresó su apoyo al matrimonio y la adopción entre personas del mismo sexo.

### Redacción constitucional
El artículo 62 de la Constitución de Serbia establece: "El matrimonio se contraerá sobre la base del libre consentimiento del hombre y la mujer ante el organismo estatal".

### Uniones civiles
En mayo de 2013 se anunció que el 4 de junio se presentaría al Parlamento serbio un proyecto de ley sobre parejas del mismo sexo. La ley permitiría visitas al hospital y derechos de herencia de pensiones para parejas del mismo sexo, aunque no se sabía si esto sería en forma de cohabitación no registrada o unión registrada. El proyecto de ley se estancó y nunca llegó a votación.
En junio de 2019 se anunciaron planes para legalizar las uniones domésticas entre parejas del mismo sexo mediante la modificación del Código Civil, otorgando a las parejas del mismo sexo varios derechos legales, incluidos los bienes comunes y la pensión alimenticia. Sin embargo, no se les habrían concedido derechos de herencia o adopción, ni habrían realizado arreglos de gestación subrogada.
En julio de 2019 una pareja de lesbianas de la ciudad de Novi Sad lanzó un desafío legal para obtener el reconocimiento legal de las parejas del mismo sexo. La pareja, Jelena Dubovi y Sunčica Kopunović, intentaron registrar una unión civil en la oficina del registro municipal local en abril, pero fueron rechazadas.
En noviembre de 2020, la ministra de Derechos Humanos y de las Minorías y Diálogo Social, Gordana Comic, anunció que se presentaría ante el parlamento una ley sobre parejas del mismo sexo en el primer semestre de 2021. El proyecto de ley se presentó para consulta pública en febrero de 2021.